# Herausgabeanspruch
Der Herausgabeanspruch ist im deutschen Sachenrecht der dingliche Anspruch des Eigentümers einer Sache gegen den unrechtmäßigen Besitzer auf Herausgabe; zahlreiche andere Vorschriften gewähren auch schuldrechtliche Herausgabeansprüche. Im Familienrecht kann die Herausgabe eines Kindes im Rahmen der Personensorge von jedem verlangt werden, der es den Eltern oder einem Elternteil widerrechtlich vorenthält.

## Allgemeines
Alle Vorschriften haben gemeinsam, dass ein unberechtigter Besitzer verpflichtet ist, dem berechtigten Normadressaten etwas herauszugeben. Herausgabe ist im Sachenrecht die Übertragung des unmittelbaren Besitzes an dem Ort, an dem sich die Sache bestimmungsgemäß befindet. Im Familienrecht ist die Herausgabe des Kindes der Anspruch eines Elternteils gegen einen Ehegatten oder der Eltern gegen Dritte, die das Kind den Eltern widerrechtlich vorenthalten. Der Herausgabeanspruch schützt im Sachenrecht das Eigentum, im Familienrecht das Elternrecht auf ihre Kinder.

## Sachenrecht
Voraussetzung für einen Herausgabeanspruch ist eine Vindikationslage. Eigentum und Besitz müssen auseinandergefallen sein, und der Besitzer darf kein Recht zum Besitz gemäß § 986 BGB gegenüber dem Eigentümer haben.

### Allgemeines
Nach § 903 BGB kann der Eigentümer andere Rechtssubjekte von jeder Einwirkung auf die ihm gehörende Sache ausschließen. Wird ihm der Besitz entzogen oder vorenthalten (etwa durch verbotene Eigenmacht) oder kommt er ihm abhanden (etwa durch Verlieren), so folgt aus § 903 BGB, dass er vom unrechtmäßigen Besitzer die Herausgabe verlangen kann. Diesen Herausgabeanspruch gewährt ihm § 985 BGB für bewegliche und unbewegliche Sachen (Grundstücke und grundstücksgleiche Rechte), um die Eigentumsstörung durch unberechtigten Fremdbesitz zu beseitigen. Der Herausgabeanspruch ist eines der Kriterien, die das Eigentum als das absolute dingliche Recht schützen und dem Eigentümer eine uneingeschränkte Herrschaft über die Sache verleihen. 

### Eigentümer-Besitzer-Verhältnis
Aus dem Eigentümer-Besitzer-Verhältnis ergibt sich, dass der Eigentümer einer Sache nach § 985 BGB regelmäßig einen Anspruch gegen den unberechtigten Besitzer einer Sache hat, der auf Herausgabe an den Eigentümer gerichtet ist. Der Besitzer muss eine Sache allerdings rechtlos besitzen. So ist der Dieb dem Herausgabeanspruch ausgesetzt, nicht weil er gestohlen hat, sondern weil er die gestohlene Sache besitzt. Der Herausgabeanspruch spielt eine besondere Rolle bei der Rückabwicklung gescheiterter Verträge, bei Veräußerungen nur, wenn die dingliche Einigung nichtig ist. Hat jedoch der Besitzer ein Recht auf diesen Besitz (etwa durch Miete, Leihe, Pacht, Nießbrauch, Pfandrecht), so ist der Herausgabeanspruch ausgeschlossen. Der Besitzer kann die Herausgabe der Sache verweigern, wenn er dem Eigentümer gegenüber zum Besitze berechtigt ist. Der Besitzer kann sich dann auf seinen Leih- oder Mietvertrag oder ähnliche Dauerschuldverhältnisse nach § 986 BGB berufen. Das Recht zum Besitz stellt nicht nur ein Leistungsverweigerungsrecht des Besitzers dar, sondern hat auch zur Folge, dass ein Herausgabeanspruch nicht besteht.
In § 1007 Abs. 1 BGB ist geregelt, was geschieht, wenn der Besitzer einen Herausgabeanspruch gegen andere Besitzer derselben Sache eingeräumt bekommt. Wer eine bewegliche Sache im Besitz gehabt hat, kann von dem Besitzer die Herausgabe der Sache verlangen, wenn dieser bei dem Erwerb des Besitzes nicht in gutem Glauben war (§ 1007 Abs. 1 BGB). Ist die Sache dem früheren Besitzer gestohlen worden, verloren gegangen oder sonst abhandengekommen, so kann er die Herausgabe auch von einem gutgläubigen Besitzer verlangen, es sei denn, dass dieser Eigentümer der Sache ist oder die Sache ihm vor der Besitzzeit des früheren Besitzers abhandengekommen war; das gilt jedoch nicht für Geld und Inhaberpapiere (§ 1007 Abs. 2 BGB).

### Folgen
Gläubiger des Herausgabeanspruchs ist der Eigentümer, Schuldner der mittelbare oder unmittelbare Eigen- oder Fremdbesitzer. Der Herausgabeanspruch trifft nicht nur den unmittelbaren Besitzer, sondern auch den mittelbaren Besitzer. Herausgabe ist die Verschaffung des unmittelbaren Besitzes in dem Zustand, in dem sich die Sache befindet. Ist der Eigentümer nur Miteigentümer und der Besitzer ebenfalls Miteigentümer der Sache, so kann er nur die Einräumung des Mitbesitzes verlangen (§ 866 BGB); ist der Besitzer kein Miteigentümer, so muss er die Sache an alle Miteigentümer herausgeben. Ist der Eigentümer mittelbarer Besitzer, kann er nur Herausgabe an den unmittelbaren Besitzer verlangen, es sei denn, dieser will den unmittelbaren Besitz nicht übernehmen (§ 986 Abs. 1 Satz 2 BGB). Nach herrschender Meinung kann der Eigentümer vom mittelbaren Besitzer nicht nur die Übertragung des mittelbaren Besitzes auf sich, sondern auch die Herausgabe der Sache verlangen.

### Übergabesurrogat
In § 931 BGB ist vorgesehen, dass der Herausgabeanspruch ein Übergabesurrogat darstellen kann. Soll demnach ein Dritter unmittelbarer Besitzer bleiben und der Erwerber mittelbarer Besitzer und Eigentümer werden, so ersetzt die Abtretung des Herausgabeanspruchs die an sich vorzunehmende Übergabe der Sache. Der Herausgabeanspruch ist daher ein selbständig abtretbares, verpfändbares und pfändbares Recht.

## Schuldrecht
Herausgabeansprüche sind auf Verschaffung des unmittelbaren Besitzes gerichtet. Sie können dinglich zu qualifizieren sein (etwa aus den §§ 985, 1007 BGB), aber auch schuldrechtlicher Natur sein.
Weitere Herausgabeansprüche sind die schuldrechtlichen Ansprüche aus dem Leihverhältnis, aus der Verwahrung (§ 695), dem Auftrag (§ 667 BGB) und (quasivertraglich) aus der Geschäftsführung ohne Auftrag. Das Verhältnis der schuldrechtlichen Herausgabeansprüche zu denen aus § 985 BGB ist umstritten. Im Ergebnis wird sich der Schuldner an seinen Vertragspartner halten können und muss nicht die Eigentümerstellung Dritter prüfen. Schuldrechtliche Herausgabeansprüche gehen denen aus § 985 BGB vor. 
Da sich der Herausgabeanspruch auf Pflichtverletzungen stützen kann, ist im Rahmen der Naturalrestitution eine Herausgabe nach § 249 BGB in Verbindung mit § 280 BGB oder § 823 BGB möglich. Letztlich kann ein Herausgabeanspruch auch auf § 812 BGB im Rahmen der ungerechtfertigten Bereicherung gestützt werden. Eine besondere Form des Herausgabeanspruches im Immobililiarsachenrecht ist der Grundbuchberichtigungsanspruch aus § 894 BGB. Aufgrund dieses Anspruches muss der bisherige, im Grundbuch Eingetragene seinen Buchbesitz an den wahren Inhaber herausgeben.
Weitere schuldrechtliche Herausgabeansprüche finden sich in § 285 Abs. 1 BGB, § 346 Abs. 1 BGB, § 346 Abs. 3 S. 2 BGB, § 457 Abs. 1 BGB, § 496 Abs. 3 S. 3 BGB, § 562b Abs. 2 S. 1 BGB, § 563b Abs. 2 BGB, § 667 BGB, § 675r Abs. 3 BGB, § 816 Abs. 1 S. 1 BGB, § 816 Abs. 1 S. 2 BGB, § 816 Abs. 2 BGB, § 817 S. 1 BGB, § 822 BGB, § 861 Abs. 1 BGB, § 987 Abs. 1 BGB, § 1007 Abs. 1 BGB, § 1007 Abs. 2 S. 1 BGB, § 1231 Abs. 1 BGB, § 1251 Abs. 1 BGB, § 1296 S. 2 BGB, § 1361a Abs. 1 S. 1 BGB, § 1632 Abs. 1 BGB, § 1684 Abs. 3 S. 3 BGB, § 1698 Abs. 1 BGB, § 1890 Abs. 1 BGB, § 1973 Abs. 2 S. 1 BGB, § 1990 Abs. 1 S. 2 BGB, § 2018 BGB, § 2020 BGB, § 2031 Abs. 1 S. 1 BGB, § 2130 Abs. 1 BGB, § 2184 S. 1 BGB, § 2362 Abs. 1 BGB, § 2374 BGB.
Rechtsfolgenverweise, nach denen Herausgabe nach den Vorschriften des Bereicherungsrechts verlangt werden kann, finden sich in § 516 Abs. 2 S. 2 BGB, § 527 Abs. 1 BGB, § 528 Abs. 1 S. 1 BGB, § 531 Abs. 2 BGB, § 547 Abs. 1 S. 2 BGB, § 628 Abs. 1 S. 3 BGB, § 684 S. 1 BGB, § 852 S. 1 BGB, § 951 Abs. 1 S. 1 BGB, § 977 S. 1 BGB, § 988 BGB, § 993 Abs. 1 Hs. 1 BGB, § 1301 BGB, § 1434 BGB, § 1457 BGB, § 2021 BGB, § 2196 Abs. 1 BGB, § 2287 Abs. 1 BGB, § 2329 Abs. 1 BGB. Ein Verweis, wonach Herausgabe nach der Vorschrift des § 346 BGB erfolgen soll, findet sich in § 628 Abs. 1 S. 3 BGB.

## Familienrecht
Die Herausgabe des Kindes bei widerrechtlichem Kindesentzug ist in § 1632 Abs. 1 BGB geregelt. Widerrechtlich vorenthalten bedeutet einerseits jede Weigerung, das Kind an den Personensorgeberechtigten herauszugeben und andererseits das Zurückhalten des Kindes. Ob die Herausgabe dem Kindeswohl entspricht, spielt in diesem Zusammenhang keine Rolle. Wenn jedoch das Jugendamt kraft öffentlichen Rechts (§ 42 SGB VIII) das Kind in seine Obhut nimmt, gibt es keinen Anspruch auf Herausgabe des Kindes.

## International
In Österreich ist nach § 366 ABGB eine Eigentumsklage auf Herausgabe erforderlich, auch in der Schweiz ist nach Art. 641 Abs. 2 ZGB eine Herausgabeklage notwendig. In Frankreich heißt der Herausgabeanspruch französisch revendication und betrifft „Güter“ (französisch biens, was „Sachen“ bedeuten kann). Umstritten ist, ob der Herausgabeanspruch auf körperliche Güter (französisch biens corporels) beschränkt ist. Bei Immobilien erstreckt er sich auch auf deren Zubehör. Anders als im deutschen Recht muss der Eigentümer den unberechtigten Besitzer auf Herausgabe verklagen. Auch im angelsächsischen Recht des Common Law hat der Eigentümer einen Herausgabeanspruch gegen den unrechtmäßigen Besitzer auf Übertragung des Besitzes, dessen verschiedene Begriffe unterschiedliche Herausgabesachverhalte bezeichnen (englisch restitution, conversion, replevin). Es handelt sich um deliktsrechtliche Besitzansprüche des Eigentümers. Internationale Herausgabeansprüche spielen insbesondere bei Kunstraub und Beutekunst eine Rolle. Hier ist es von entscheidender Bedeutung, wann, von wem und unter welchen Umständen ein Kulturgut erworben wurde.